# Mohammed Shahabuddin
Mohammad Shahabuddin Chuppu (bengali: মোহাম্মদ সাহাবুদ্দিন), född 10 december 1949 i Pabna, Pakistan (nuvarande Bangladesh), är en bangladeshisk politiker. Han är Bangladeshs president sedan 24 april 2023.